# ADRP
La proteïna relacionada amb la diferenciació adiposa (en anglès adipose differentiation-related protein), també coneguda per la seva abreviatura ADRP, perilipina 2 o adipofilina és una proteïna associada als cossos lipídics (lipid droplets) que s'expressa en les primeres etapes de la diferenciació adiposa i que pertany a la família PAT de proteïnes d'unió de gotes de lípids citoplasmàtics (CLD). En humans està codificat pel gen ADFP. Aquesta proteïna envolta la gota de lípids juntament amb els fosfolípids i participen en l'emmagatzematge de lípids neutres dins de les gotes de lípids.

## Descobriment
La proteïna relacionada amb la diferenciació adiposa (ADRP) es va caracteritzar per primera vegada com una molècula d'ARNm que s'expressa a principis de la diferenciació dels adipòcits. L'ADNc de longitud completa es va clonar mitjançant el mètode d'amplificació ràpida dels extrems de l'ADNc i l'anàlisi de seqüències dona com a resultat una proteïna amb 425 aminoàcids que és única i no s'havien informat anteriorment seqüències similars.

## Localització del gen
En humans, el gen de la proteïna relacionada amb la diferenciació adiposa es troba al braç p curt del cromosoma 9 a la banda 1 de la regió 22 del parell de bases 19108391 a 19127606 (GRCh38.p7) (mapa).

## Estructura proteica
Els models proposats per a la proteïna relacionada amb la diferenciació adiposa (perilipina 2) es mantenen pel portal del model proteic. Es basa en el modelatge d'homologia i no s'han trobat models amb més del 90 % d'homologia. Perlipin 2 té tres dominis funcionals diferents. Les seqüències d'aminoàcids 1-115 a l'N-terminal són molt similars amb altres proteïnes de la família de la perlipina i calen per a l'estabilització de les gotes de lípids, es necessita la regió mitjana 103-215 per unir-se a les gotes de lípids mentre que la seqüència C-terminal de 220-437 forma quatre paquets d'hèlix.

## Funció
Abans es pensava que la perilipina 2 només s'expressava en teixits adiposos. Tanmateix, més tard es va trobar que s'expressava en tota mena de cèl·lules, inclosos molts teixits no adiposos. La funció de la perilipina 2 implica la formació de gotes de lípids, formació de fetge gras mitjançant l'augment de la captació d'àcids grassos, etc. La disminució de l'expressió de perilipina 2 disminueix el fetge gras mentre que l'augment de l'expressió de perilipina s'associa a diverses malalties metabòliques com la diabetis tipus 2, la resistència a la insulina, les malalties del cor. A més, també es va trobar que la seva expressió estava relacionada amb altres malalties relacionades amb l'edat. Aquesta proteïna s'associa amb el material de la membrana de la superfície del glòbul i és el principal constituent de la superfície del glòbul. L'augment dels nivells d'ARNm és un dels primers indicis de diferenciació d'adipòcits.
Els preadipòcits són fibroblasts indiferenciats que es poden estimular per formar adipòcits. Els estudis han il·luminat possibles mecanismes moleculars en la determinació del destí dels preadipòcits, tot i que el llinatge exacte dels adipòcits encara no és clar.

## Mutació
En humans, es va demostrar que una mutació de substitució a la regió C-terminal de la perlipina 2 afecta tant l'estructura com la funció de la proteïna. A la posició 251, el residu de serina va ser substituït per prolina, la qual cosa provoca la interrupció de l'estructura helicoïdal alfa prevista de la proteïna, així com la reducció dels triglicèrids plasmàtics i la lipòlisi. Així, la mutació a la perlipina 2 pot influir en el desenvolupament de diferents malalties metabòliques humanes.

## Estudis in vitro i animals

### Trastorns metabòlics i malalties hepàtiques
Condicions com l'obesitat, la diabetis tipus 2 estan relacionades amb trastorns metabòlics. Implica un augment de l'acumulació de lípids a causa del metabolisme deteriorat dels àcids grassos. Les malalties alcohòliques del fetge i la malaltia del fetge gras no alcohòlic són dos tipus d'afeccions associades a l'acumulació de lípids hepàtics. L'obesitat està relacionada amb l'augment de l'acumulació de gotes de lípids en teixits no adiposos que causa lipotoxicitat. L'expressió de perlipina 2 a nivell normal sembla necessària per induir l'obesitat en el model de ratolí. L'augment de l'activitat de la perlipina 2 augmenta la resistència a la insulina, promovent així la diabetis tipus 2.

### Malalties cardiovasculars
Malalties relacionades amb l'edat, com l'arterosclerosi, la hipertensió, causen moltes morts en persones grans. L'acumulació de gotes de lípids indueix la modificació dels macròfags a cèl·lules d'escuma. La lisi de les cèl·lules d'escuma va donar lloc a plaques arteroscleròtiques i aquestes plaques es trencaven i van bloquejar el vas trombòtic. Es va trobar que la proteïna Perlipin 2 al voltant dels macròfags i les cèl·lules d'escuma té un paper important en la formació d'ateroma. La baixada de la perlipina 2 inhibeix l'acumulació de gotes de lípids i disminueix la probabilitat de convertir els macròfags en cèl·lules d'escuma.

### Càncer
Un altre factor que augmenta el risc de càncer és el procés d'envelliment. L'anàlisi de líquids corporals com l'orina i la sang de la circulació de diferents tipus de càncer, per exemple, càncer colorectal, càncer de Burkitt, adenocarcinoma de pulmó, va mostrar un augment del nivell de Perlipin 2. Perlipin 2 també pot servir com a biomarcador per a la detecció precoç d'algun tipus de càncer.